# Journal of nonlinear and convex analysis
Journal of nonlinear and convex analysis is een internationaal, aan collegiale toetsing onderworpen wetenschappelijk tijdschrift op het gebied van de niet-lineaire systemen en de convexe analyse.
De naam wordt in literatuurverwijzingen meestal afgekort tot J. Nonlinear. Convex. Anal.
Het wordt uitgegeven door Yokohama Publishers en verschijnt 4 keer per jaar.
Het eerste nummer verscheen in 2000.